# EULEX
Unter dem Akronym EULEX werden Rechtsstaatlichkeitsmissionen der Europäischen Union im Rahmen der Gemeinsamen Sicherheits- und Verteidigungspolitik (GSVP) bezeichnet.
Die erste und bislang einzige Rechtsstaatlichkeitsmission der EU wurde 2008 in den Kosovo entsandt, siehe
- Rechtsstaatlichkeitsmission der Europäischen Union im Kosovo (EULEX Kosovo).